# Sémillante (schip, 1841)

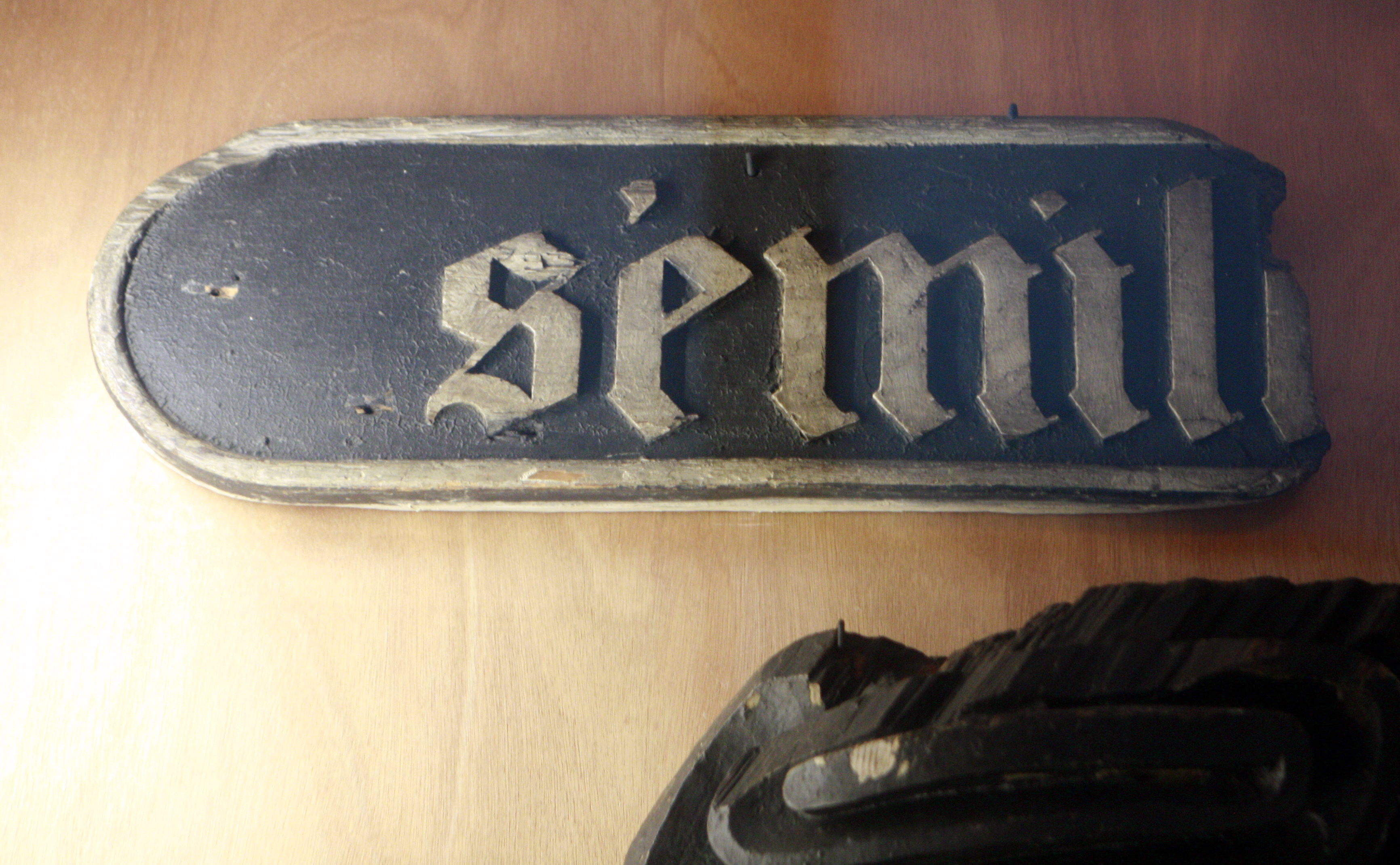
Fragment van het schip in het Musée nationale de la Marine

De Sémillante was een fregat van de Franse marine dat in 1855, ten tijde van de Krimoorlog, zonk bij Corsica. Hierbij kwamen alle 773 opvarenden om het leven.

## Beschrijving
De Sémillante was 54 meter lang en 14 meter breed. De hoogste mast was 55 meter hoog. Het schip voerde zestig kanonnen en had een bemanning van ongeveer 300.

## Geschiedenis
De kiel werd gelegd in Lorient op 19 maart 1827. Door gebrek aan fondsen vielen de werken stil in 1830. Pas in 1840 werd het werk hervat en het schip werd op 16 februari 1841 te water gelaten. De Sémillante behoorde tot een reeks van 27 snelle fregatten met zestig kanonnen die tussen 1822 en 1849 werden gebouwd.
Na de tewaterlating bleef het schip werkloos. Dat veranderde in aanloop naar de Krimoorlog. In maart 1854 kreeg de Sémillante haar volledige bewapening en op 12 mei vertrok ze vanuit Cherbourg naar de Baltische Zee. Daar voerde de Franse marine samen met de Britse vlootmanoeuvres uit. Op 19 januari 1855 was de Sémillante in de haven van Toulon.

### Ondergang

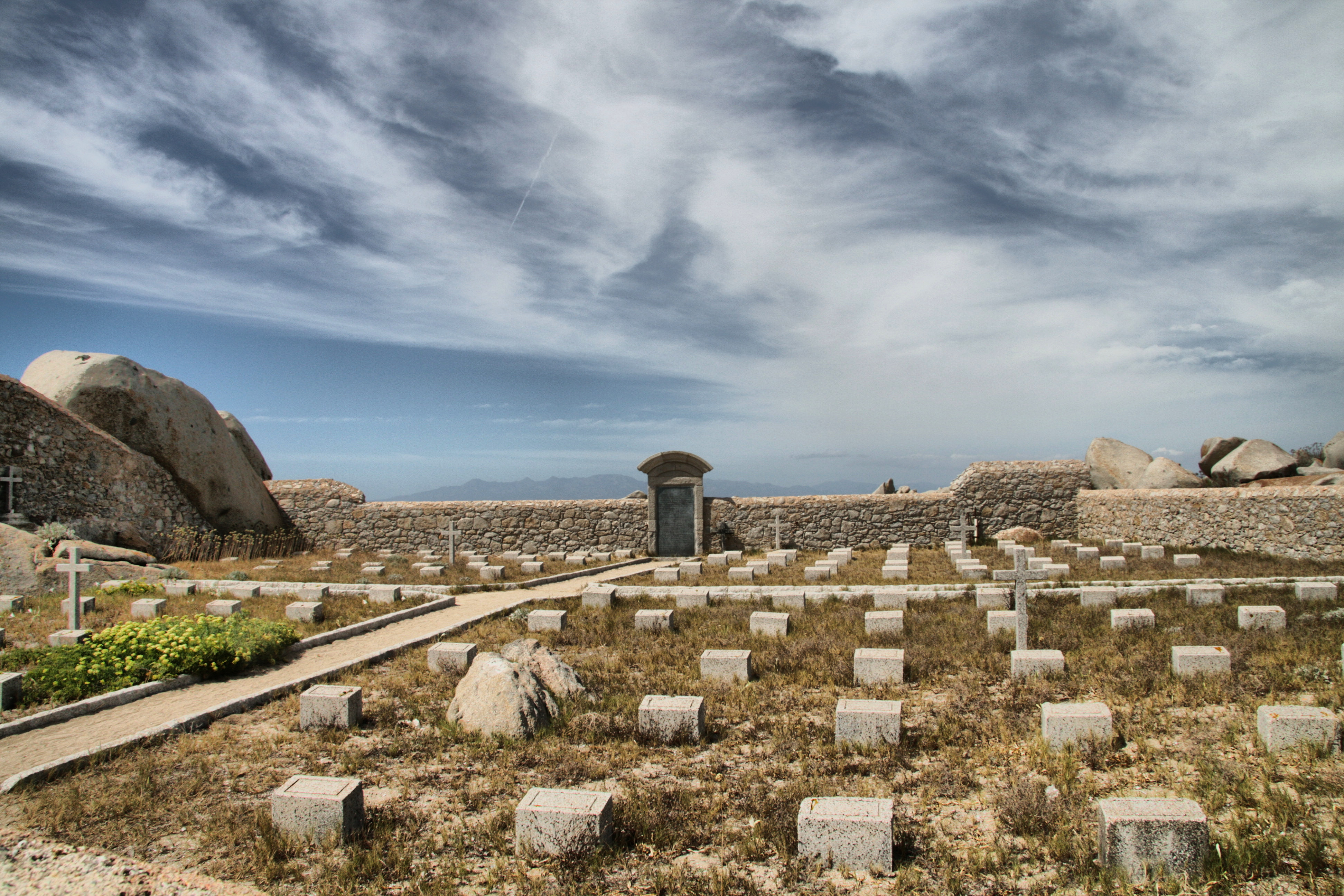
Begraafplaats op de Lavezzi

Op 14 februari 1855 verliet de Sémillante de vlootbasis met als bestemming Constantinopel en zo verder naar de Krim. Het schip had een bemanning van 301 onder bevel van kapitein Gabriel Auguste Jugan. Het vervoerde proviand en troepen, onder andere 393 militairen van het 85e Linieregiment die als versterking richting de Krim werden gestuurd. Het Franse leger was daar sinds september 1854 actief in een internationale coalitie tegen Rusland. Ter hoogte van Sardinië kwam het schip op de middag van de 15e in een zware storm terecht. De kapitein besloot te gaan schuilen ter hoogte van de de Lavezzi-archipel. Het schip raakte stuurloos, liep op het rotseiland Roche du Briquet en zonk. Niemand van de opvarenden overleefde de scheepsramp. 600 lichamen werden in de loop van de volgende weken geborgen en begraven op twee begraafplaatsen op de eilanden. Enkel de kapitein en een aalmoezenier konden worden geïdentificeerd.

### Herdenking

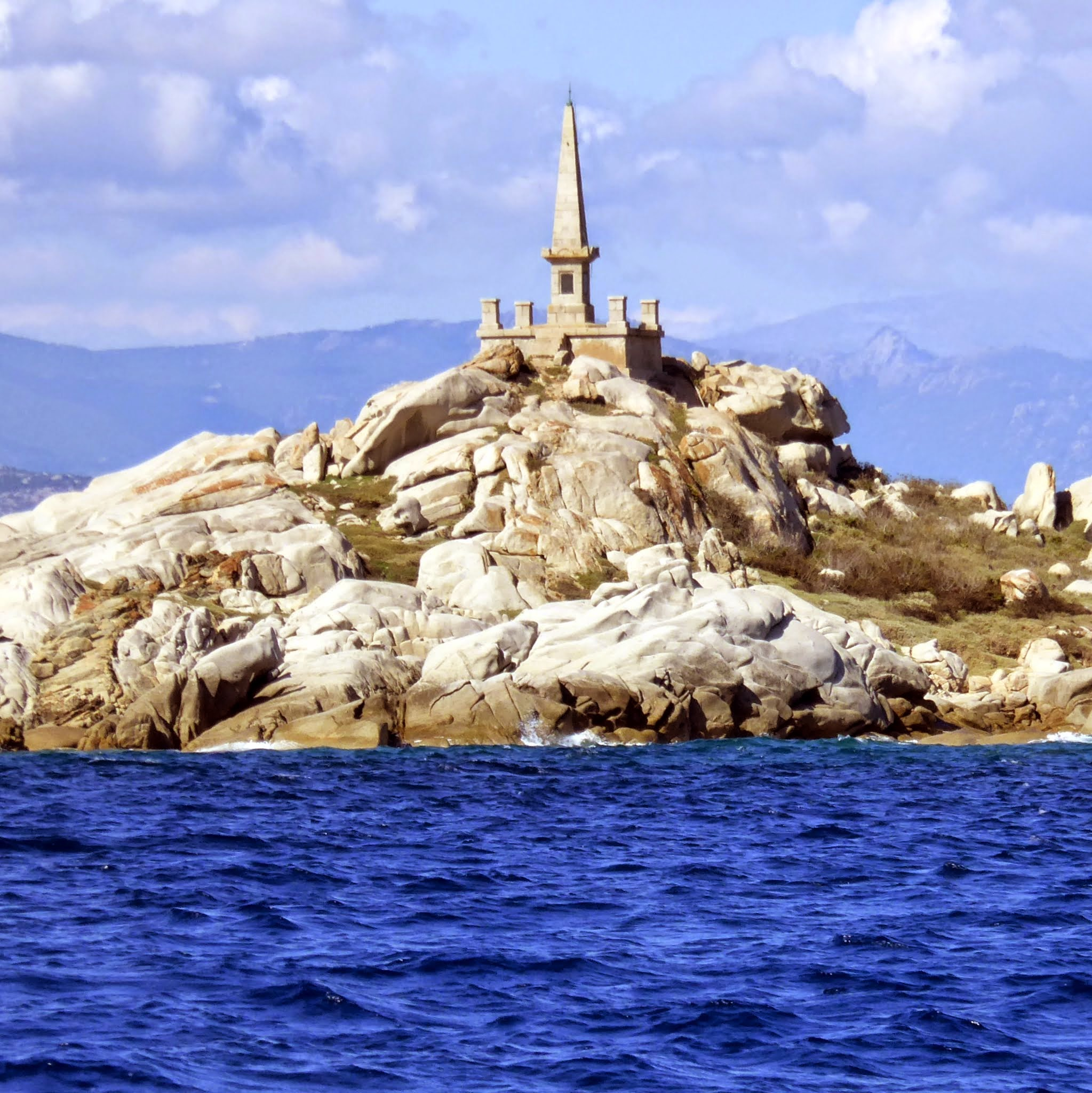
Pyramide de La Sémillante

In Frankrijk werd een dag van nationale rouw uitgeroepen. Keizer Napoleon III woonde een herdenkingsmis voor de slachtoffers bij in de Notre-Dame van Parijs. Het jaar erop werden een kapel en een herdenkingspyramide gebouwd op de Lavezzi.